# 圣马塞尔 (安德尔省)
圣马塞尔（法語：Saint-Marcel，法語發音：[sɛ̃ maʁsɛl] ⓘ）是法国安德尔省的一个市镇，位于该省中南部，属于沙托鲁区。

## 地理
圣马塞尔（46°36'7"N, 1°30'50"E）面积17.84 平方千米，位于法国中央-卢瓦尔河谷大区安德尔省，该省份为法国中部省份，北起卢瓦-谢尔省，西北接安德尔-卢瓦尔省，西南接维埃纳省，南至克勒兹省和上维埃纳省，东临谢尔省。
与圣马塞尔接壤的市镇（或旧市镇、城区）包括：克勒兹河畔阿让通、勒佩什罗、勒蓬克雷蒂安-沙布内、唐迪、特奈。

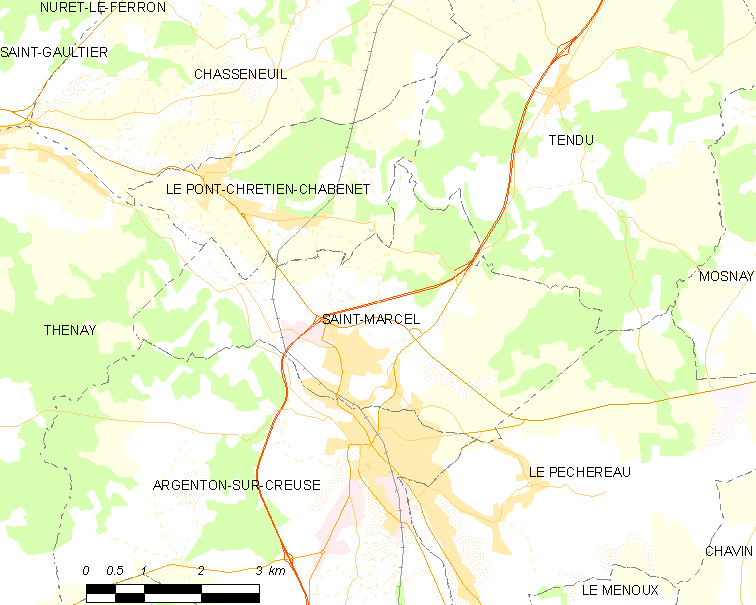
的OSM定位图

圣马塞尔的时区为UTC+01:00、UTC+02:00（夏令时）。

## 行政
圣马塞尔的邮政编码为36200，INSEE市镇编码为36200。

## 政治
圣马塞尔所属的省级选区为克勒兹河畔阿让通县。

## 人口

1962-2008年间人口变化图示

圣马塞尔于2022年1月1日时的人口数量为1510人。